# Uniondale (Sudafrica)
Uniondale è una cittadina sudafricana situata nella municipalità distrettuale di Eden nella provincia del Capo Occidentale.